# Jan van Zanen
Jan Hendrikus Cornelis van Zanen (Purmerend, 4 september 1961) is een Nederlands jurist, politicus en bestuurder. Hij is lid van de VVD.  Sinds 1 juli 2020 is hij burgemeester van Den Haag.
Eerder was hij voorzitter van de Vereniging van Nederlandse Gemeenten (2015-2023), burgemeester van Utrecht (2014-2020) en Amstelveen (2005-2013) en partijvoorzitter van de VVD (2003-2008).

## Opleiding en loopbaan
Van Zanen groeide op in Edam. Zijn vader was ondernemer en zijn moeder verpleegkundige. In 1979 behaalde hij zijn gymnasium α-diploma in Hoorn. Hij studeerde van 1979 tot 1984 rechten aan de Vrije Universiteit Amsterdam. Tijdens zijn studie was hij landelijk vicevoorzitter van de Jongerenorganisatie Vrijheid en Democratie (JOVD). Van 1984 tot 1985 studeerde hij middels een studiebeurs rechten aan de Cornell Law School van de Cornell University in Ithaca, New York, waar hij zijn Master of Laws-titel behaalde. Hij volgde daar colleges op het gebied van bestuurskunde, internationale betrekkingen, bestuursrecht en staatsrecht.
Tijdens zijn vervulling van de militaire dienstplicht bij de Koninklijke Luchtmacht won Van Zanen als gemachtigde van Defensie al zijn zaken op het gebied van ambtenarenrecht. Van 1991 tot 1998 was hij bestuurssecretaris van de landelijke ondernemersvereniging VOG. Van 1990 tot 2002 zat hij voor de VVD in de gemeenteraad van Utrecht. Van 1998 tot 2005 was hij daar wethouder van onder andere openbare ruimte, financiën en economische zaken. Van 2005 tot en met 2013 was hij burgemeester van Amstelveen.
Daarnaast was hij voorzitter van de VVD (2003-2008), als opvolger van Bas Eenhoorn. Van Zanen schreef in 1994 een biografie over een eerdere VVD-voorzitter, Haya van Someren-Downer: Haya, vrouw voor vrijheid en democratie. Van Zanen won in 1996 de Thorbeckeprijs voor politieke welsprekendheid. Hij kreeg op 23 juli 2005 bij zijn afscheid als wethouder de Zilveren Stadsmedaille van Utrecht. Bij zijn afscheid als partijvoorzitter van de VVD ontving hij op 23 mei 2008 uit handen van zijn opvolger Ivo Opstelten de Thorbeckepenning. Van Zanen werd bij zijn afscheid als burgemeester op 20 december 2013 door de gemeenteraad benoemd tot ereburger van Amstelveen. Op 28 maart 2015 benoemde de algemene vergadering van de JOVD Van Zanen tot erelid.

## Burgemeester van Utrecht
Van 1 januari 2014 tot 1 juli 2020 was hij de 330e burgemeester van Utrecht.
Op 3 juni 2015 werd Van Zanen door de leden van de Vereniging van Nederlandse Gemeenten benoemd tot nieuwe voorzitter van de VNG. In dit kader was hij sinds 15 november 2019 copresident van de UCLG en executive president van de CEMR. Op 18 juni 2015 kreeg Van Zanen uit handen van Marcel Guinchard, voorzitter van de Franse Kamer van Koophandel en de Franse ambassadeur Laurent Pic de 'Prix de la Personnalité de l'Année 2015'. Op 27 mei 2016 ontving hij van de Japanse ambassadeur Hiroshi Inomata een keizerlijke onderscheiding in de orde van de Rijzende Zon, Gouden Stralen met Cravatte vanwege zijn 'uitzonderlijke bijdrage aan de bevordering van de onderlinge verstandhouding en de culturele en economische relaties tussen Nederland en Japan'.
Op 15 november 2016 reikte de Franse ambassadeur Philippe Lalliot de versierselen uit behorende bij de Nationale orde van het Legioen van Eer. Van Zanen ontving de onderscheiding vanwege zijn bijdrage aan de relaties tussen Frankrijk en Nederland, en in het bijzonder vanwege zijn betrokkenheid bij de Grand Départ van de Tour de France in Utrecht en zijn rol in de lancering van het Frans-Nederlands economisch jaar in de zomer van 2015. Op 8 november 2017 ging Van Zanen met ziekteverlof omdat begin september dat jaar kwaadaardige prostaatkanker bij hem was ontdekt. Op 30 december 2017 hervatte hij zijn werkzaamheden als burgemeester.
Op 8 juni 2018 ontving Van Zanen de Duidelijketaalprijs in de categorie duidelijkste burgemeester van Nederland.Op 12 april 2019 kreeg Van Zanen door gouverneur Bauke Boersma van Rotary International de versierselen uitgereikt die behoren bij de eretitel Paul Harris Fellow van The Rotary Foundation. ‘ ... Als waardering voor de daadwerkelijke en betekenisvolle bijdrage die werd geleverd tot de bevordering van de internationale verstandhouding en vriendschap tussen alle volkeren ter wereld ...’. Op 5 juni 2019 werd hij herbenoemd voor een tweede termijn als voorzitter van de Vereniging van Nederlandse Gemeenten. Op 18 juli 2019 werd Van Zanen door de gemeenteraad voorgedragen voor herbenoeming als burgemeester. Op 7 januari 2020 ging de herbenoeming formeel in. Bij die gelegenheid noemde hij Utrecht "De stad van mijn dromen". Van Zanen kreeg bij zijn afscheid als burgemeester van Utrecht op 30 juni 2020 de gouden stadsmedaille.

## Burgemeester van Den Haag
Per 1 juli 2020 werd Van Zanen benoemd tot burgemeester van Den Haag. Op 11 oktober 2020 ontving hij tijdens het Utrecht Rainbow Festival de Annie Brouwer-Korf Prijs 2020 vanwege zijn bijdrage aan de acceptatie en zichtbaarheid aan de LHBTI+-gemeenschap. Op 12 februari 2021 werd hij herbenoemd voor een derde termijn als voorzitter van de Vereniging van Nederlandse Gemeenten. Op 24 oktober 2021 kreeg Van Zanen uit handen van ambassadeur María Jesús Alonso Jiménez de versierselen uitgereikt die horen bij de Spaanse Orde van Isabella de Katholieke (Orden de Isabel la Católica) in de rang van Commandeur (Encomienda), dit onder andere vanwege zijn inspanningen om de start van de Vuelta, de Ronde van Spanje, naar Nederland te halen en de belangstelling voor de Spaanse taal, kunst en cultuur in samenwerking met het Instituto Cervantes te bevorderen.
Op 14 juni 2023 werd Sharon Dijksma voorzitter van de Vereniging van Nederlandse Gemeenten (VNG). Op 21 juli 2023 kreeg Van Zanen uit handen van ambassadeur Oleksandr Karasevych de versierselen die horen bij de Ridder in de Orde van Verdienste, hem toegekend door President Volodymyr Zelensky van Oekraïne.

## Persoonlijk leven
Van Zanen is hervormd, gescheiden van de dochter van topambtenaar Willem Antonie van den Berg (1926-2008) en heeft een dochter en een zoon. Hij heeft een relatie met sportbestuurster en VVD-politica Simone Richardson.